# Auruncos

Localização dos Auruncos no Lácio

Auruncos (em latim: Aurunci) foram uma tribo da Campânia, na Itália. Ocupavam uma faixa da costa entre os rios Volturno e Liris na atual província de Caserta, com capital em Suessa Aurusca. Provavelmente falavam um dialeto do volsco. Foram exterminados pelos romanos em 314 a.C. após 50 anos de campanhas militares.